# Rivalità Austria-Prussia

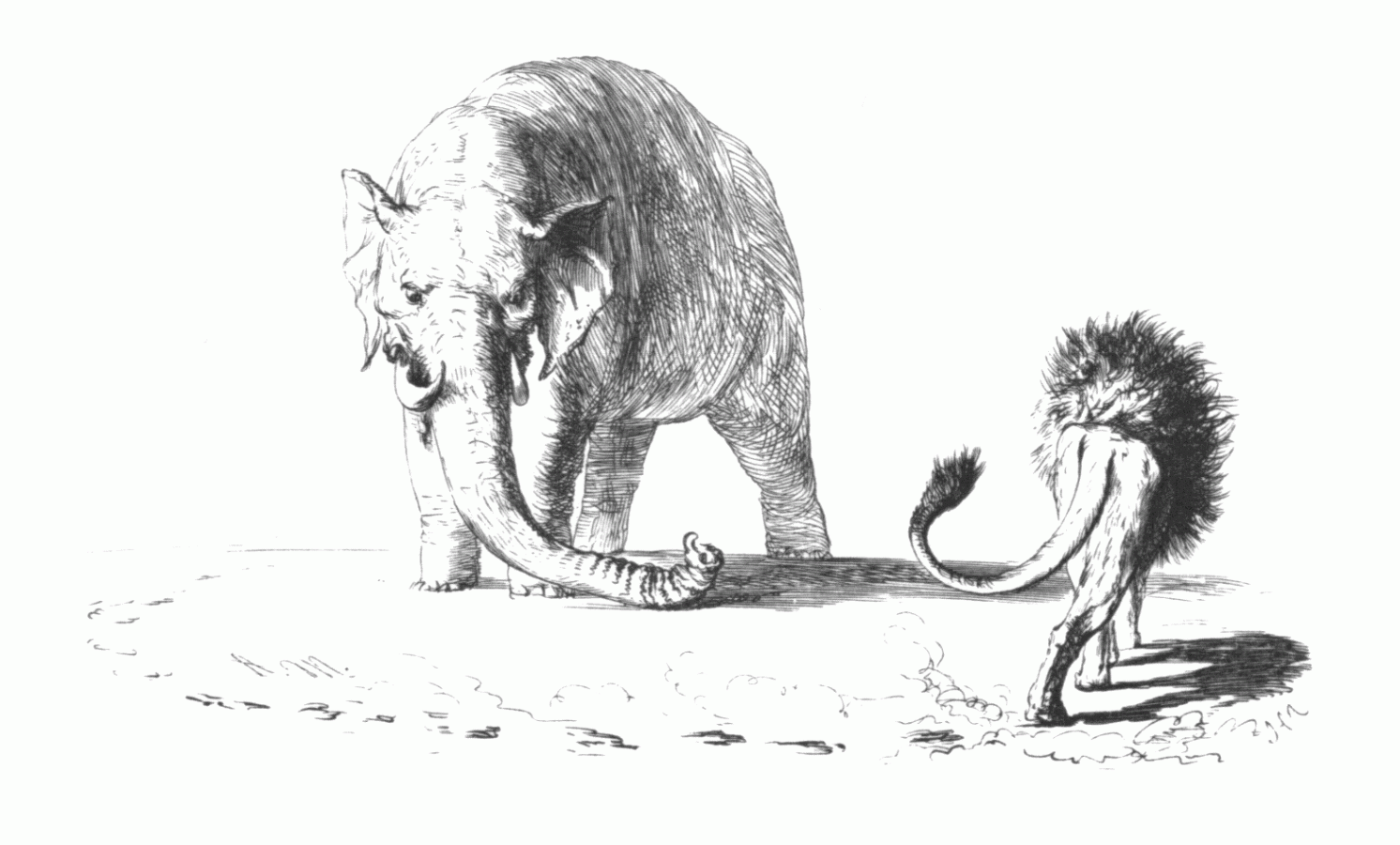
Il leone prussiano circonda l'elefante austriaco, illustrazione di Adolph Menzel, 1846

Per rivalità Austria-Prussia (concetto noto in tedesco come Deutscher Dualismus, dualismo tedesco) si intende l'antagonismo manifestatosi durante i secoli XVIII e XIX tra le potenze europee del Regno di Prussia e dell'Austria asburgica.
Se le guerre scoppiate tra queste due Stati o tra i rispettivi alleati furono parte di questa rivalità, le ragioni del conflitto furono innanzitutto una questione di prestigio e di legittimazione politica tra i germanofoni. Il primo conflitto che vide apertamente schierate l'una contro l'altra le due potenze fu la guerra dei sette anni. Le relazioni non furono sempre ostili; talvolta i due Paesi si trovarono a collaborare come nel caso per esempio delle guerre napoleoniche (dove il pericolo era comune) e nella seconda guerra dello Schleswig.

## Precedenti storici

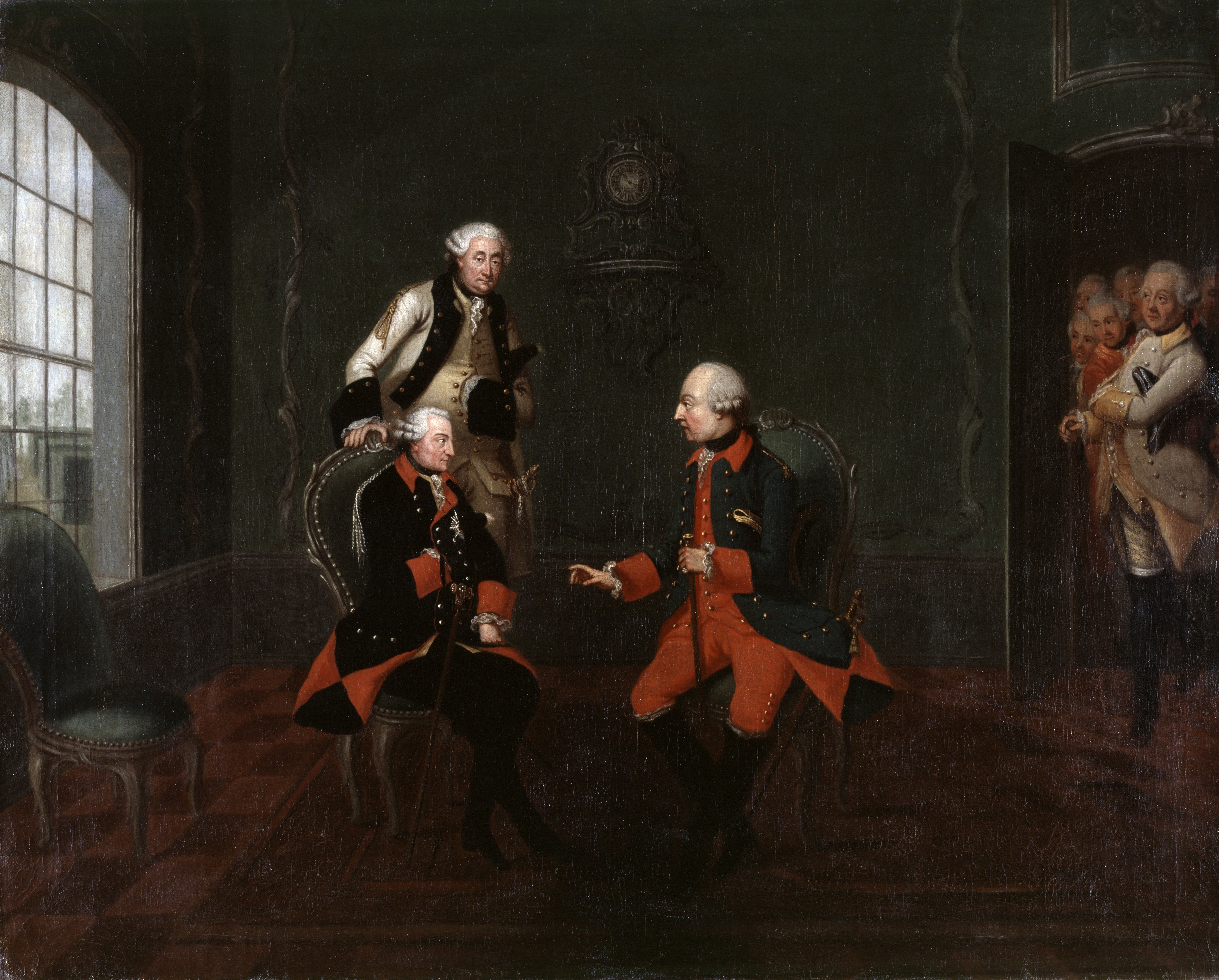
il Re Federico II di Prussia e l'Imperatore Giuseppe II d' Asburgo si incontrano a Neisse il 25 Agosto 1769

Il Margraviato di Brandeburgo venne ufficialmente dichiarato tra gli elettorati del Sacro Romano Impero con la Bolla d'oro del 1356. Esso aveva esteso gran parte del proprio territorio a est nella regione della Neumark, e dopo la guerra di successione di Jülich con il trattato di Xanten del 1614 ottenne anche il Ducato di Cleves e altre contee come per esempio Mark e Ravensberg collocate nella Germania nordoccidentale. Crebbe ancora di più sino ai confini del territorio dell'Impero quando nel 1618 gli Hohenzollern divennero duchi di Prussia che allora era un feudo della corona polacca e le terre del Brandeburgo-Prussia vennero governate in unione personale. Nel 1653, il "grande elettore" Federico Guglielmo di Brandeburgo acquisì la provincia della Pomerania e ottenne piena sovranità sulla Prussia duale dal 1657 con il trattato di Bromberg concluso con il re polacco Giovanni II Casimiro Vasa. Nel 1701, il figlio e successore di Federico Guglielmo, Federico I si guadagnò il favore dell'imperatore Leopoldo I e si proclamò re "in" Prussia a Königsberg sfruttando il fatto che la dignità elettorale del Brandeburgo non era riconosciuta al di fuori delle terre imperiali.
Secoli prima la casata degli Asburgo aveva acquisito il titolo regale in Germania con Rodolfo che uscì vittorioso nel 1278 dalla battaglia di Marchfeld e un suo discendente, Federico III riuscì infine a ottenere la corona imperiale nel 1452. I suoi discendenti, Massimiliano I e Filippo per matrimonio ottennero rispettivamente il Ducato di Borgogna e la Corona di Castiglia (tu felix Austria nube), e con l'imperatore Carlo V il regno degli Asburgo divenne la principale potenza europea. Nel 1526 suo fratello Ferdinando I ereditò le terre della corona di Boemia e del Regno d'Ungheria ai confini dell'Impero, gettando le basi per la Monarchia asburgica. Dal XV al XVIII secolo tutti gli imperatori furono appartenenti alla dinastia degli Asburgo oltre che re di Boemia e Ungheria.
Dopo la Riforma protestante i cattolici Asburgo dovettero accettare nel 1555 la pace di Augusta che fallì nel rafforzare l'autorità imperiale nella disastrosa guerra dei Trent'anni. Con la pace di Vestfalia del 1648, l'Austria dovette per la prima volta confrontarsi con la potenza del Brandeburgo-Prussia a nord, che rimpiazzò l'Elettorato di Sassonia come principale stato protestante antagonista di quelli cattolici europei. Gli sforzi del "grande elettore" e del "re-soldato" Federico Guglielmo I per creare uno stato progressista e un esercito potente, furono i motivi per cui lo scontro divenne aperto poi con l'Austria.

## Avvenimenti di maggior rilievo
La rivalità tra Austria e Prussia è largamente dovuta al periodo della morte dell'imperatore asburgico Carlo VI nel 1740 quando re Federico il Grande di Prussia iniziò l'invasione della Slesia (allora controllata dall'Austria), dando così il via alle Guerre slesiane contro la giovane arciduchessa Maria Teresa d'Austria. Federico infatti aveva rotto la sua promessa di riconoscere la Prammatica sanzione del 1713 e l'indivisibilità dei territori asburgici, dando così anche il via alla guerra di successione austriaca. Egli riuscì a sconfiggere in maniera decisiva le truppe austriache nella battaglia di Chotusitz del 1742, e Maria Teresa, con i trattati di Breslavia e Berlino, dovette cedere il grosso della Slesia alla Prussia.

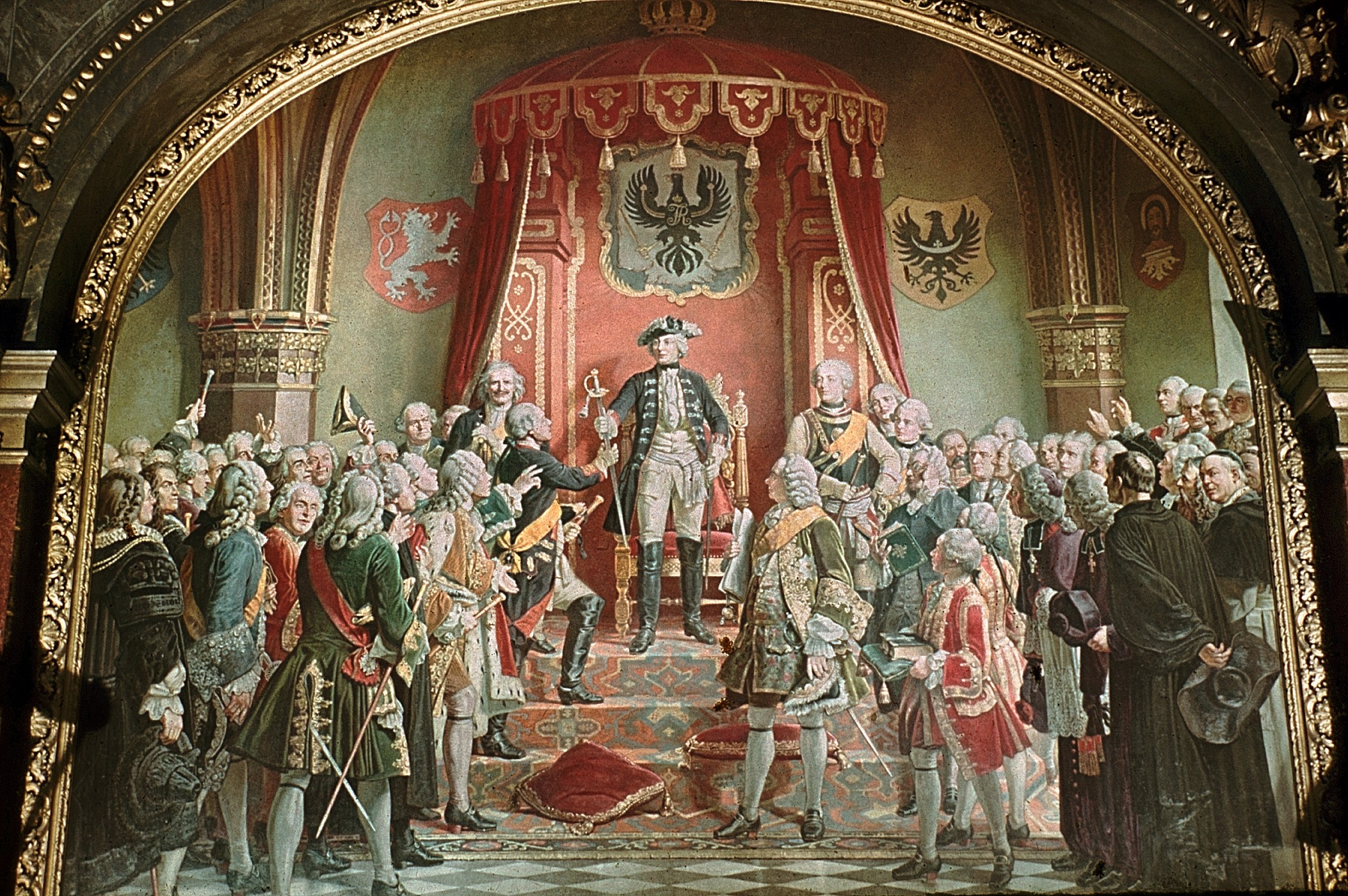
Federico II riceve l'omaggio degli stati della Slesia,
affresco di Wilhelm Camphausen, 1882

A quel tempo l'Austria era ancora considerata la più grande forza europea anche se gli stati componenti l'Impero erano sempre più disuniti al loro interno. Dal 1745 Maria Teresa fu in grado di strappare la corona imperiale che brevemente era finita nelle mani del suo rivale della dinastia dei Wittelsbach, Carlo VII occupando le terre dell'Elettorato di Baviera ma, malgrado la Quadruplice Alleanza con il Regno di Gran Bretagna, la Repubblica delle Sette Province Unite e la Sassonia, non le riuscì di riconquistare la Slesia: iniziò così la seconda guerra di Slesia con l'invasione di Federico II della Boemia nel 1744 e dopo la vittoria prussiana del 1745 nella battaglia di Kesselsdorf, con il trattato di Dresda venne confermato lo status quo ante bellum: Federico mantenne la Slesia ma alla fine riconobbe l'ascesa del marito di Maria Teresa, l'imperatore Francesco I. I termini vennero riconfermati dal Trattato di Aix-la-Chapelle (1748).
Maria Teresa, ancora provata dalla perdita della "gemma più bella della mia corona", colse l'opportunità di respirare per qualche tempo senza guerre e proporre riforme militari e civili nelle terre austriache come per esempio la fondazione dell'Accademia militare Teresiana di Wiener Neustadt nel 1751. Il suo capace cancelliere di Stato, il principe Wenzel Anton von Kaunitz-Rietberg, riuscì a portare avanti la Rivoluzione diplomatica del 1756, alleandosi con la nemesi degli Asburgo, la Francia di Luigi XV, di modo da isolare la Prussia. Federico, dal canto suo, iniziò la "quadriglia degli Stati" concludendo il Trattato di Westminster (1756) con la Gran Bretagna. Ancora una volta compì un'azione di guerra preventiva e invase la Sassonia aprendo così la Guerra dei Sette anni.
Con il fallimento della presa di Praga il re di Prussia comunque dovette fronteggiare le forze russe che attaccarono la Prussia orientale mentre gli austriaci entravano in Slesia. La situazione peggiorò quando le forze austriache e russe si unirono infliggendogli una pesante sconfitta nella Battaglia di Kunersdorf nel 1759. Federico II, sulla breccia, riuscì a salvarsi per via delle discordie dei vincitori nel cosiddetto "Miracolo della casata di Brandeburgo", quando l'imperatrice Elisabetta di Russia morì il 5 gennaio 1762 e il suo successore Pietro III concluse una pace con la Prussia di cui da sempre era un grande ammiratore. Nel 1763, con il Trattato di Hubertusburg, l'Austria per la terza volta riconobbe le annessioni prussiane.
Austria e Prussia combatterono però insieme la Francia di Napoleone Bonaparte nelle Guerre napoleoniche; dopo la conclusione di questi scontri, gli stati tedeschi vennero riorganizzati in soli 37 (dei 300 presenti a fine Settecento) stati a formare la Confederazione germanica. I nazionalisti tedeschi iniziarono a richiedere l'unificazione della Germania, in particolare con le rivoluzioni del 1848. Si presentarono diverse soluzioni per la questione tedesca: la "Piccola Germania" (Kleindeutschland) era a favore della Prussia protestante che avrebbe annesso tutti gli Stati a eccezione dell'Austria, mentre la "Grande Germania" (Grossdeutschland) era a favore dell'Austria cattolica con un governo separato per i paesi tedeschi. La Questione dello Schleswig-Holstein scese sul tavolo dei dibattiti; la Seconda guerra dello Schleswig vide la Danimarca perdere contro le forze combinate di Austria e Prussia, ma in seguito la Prussia ottenne il pieno controllo dell'area con la Guerra austro-prussiana che ancora una volta la vide contrapporsi alla propria nemica storica, riuscendo a estrometterla dalla gestione degli affari tedeschi. Dopo la Guerra franco-prussiana la Germania venne unificata e la Prussia divenne parte dell'impero tedesco dal 1871, data nella quale spesso si vede terminare la secolare rivalità tra Austria e Prussia. La Germania, guidata dalla Prussia, era ormai divenuta una potenza militare addirittura superiore all'Impero austro-ungarico.